# Newburgh (New York)
Newburgh è una città statunitense della contea di Orange, nello Stato di New York. Si trova a circa 97 km a nord della città di New York. Durante la rivoluzione americana fu il comando centrale dell'esercito continentale.

## Economia
Newburgh è la sede dell'azienda motociclistica Orange County Choppers.